# II. Mediteranske igre – Barcelona 1955.
II. Mediteranske igre su su bile održane u Barceloni u Španjolskoj 1955. godine od 16. srpnja do 25. srpnja.
Održane su na današnjem stadionu Estadi Olímpic Lluís Companys koji je bio sagrađen posebno za EXPO 1927. i barcelonsku kandidaturu za OI 1936.; na ovom istom stadionu održane su i OI 1992.
Kao simbol ovih igara, prvi put je upotrijebljena amfora napunjena morem, Sredozemnim morem.
Sudjelovalo je 900 sportaša (svi su bili muški) iz deset zemalja sudionica.

## Tablica odličja
Ljestvica je napravljena prema broju osvojenih zlatnih, srebrnih i brončanih odličja. Kriterij je bio: više osvojenih zlatnih odličja nosi i više mjesto na ljestvici, a u slučaju istog broja, gleda se broj osvojenih srebrnih odličja, a u slučaju istog broja tih odličja, gleda se broj osvojenih brončanih odličja. U slučaju da je i tada isti broj, poredak je prema abecednom redu. Ovaj sustav primjenjuju Međunarodni olimpijski odbor, IAAF i BBC.

Podebljanim slovima i znamenkama je označen domaćinov rezultat na ovim Mediteranskim igrama.
| Mediteranske igre 1955. |            |       |        |        |       |
| Mj.                     | Država     | Zlato | Srebro | Bronca | Zbroj |
| 1.                      | Francuska  | 41    | 35     | 34     | 110   |
| 2.                      | Italija    | 36    | 33     | 24     | 93    |
| 3.                      | Egipat     | 13    | 21     | 25     | 59    |
| 4.                      | Španjolska | 12    | 16     | 19     | 47    |
| 5.                      | Turska     | 9     | 3      | 3      | 15    |
| 6.                      | Grčka      | 1     | 7      | 9      | 17    |
| 7.                      | Libanon    | 1     | 2      | 4      | 7     |
| 8.                      | Sirija     | 0     | 0      | 2      | 2     |
|                         | UKUPNO     |       |        |        |       |

## Vanjske poveznice
- Međunarodni odbor za Mediteranske igre
- Atletski rezultati na gbrathletics.com